# Liaozhong-Ringautobahn
Die Liaozhong-Ringautobahn (chinesisch 辽中环线高速公路, Pinyin Liáozhōng huánxiàn gāosù gōnglù, englisch Liaozhong Ring Expressway), chin. Abk. G91, ist eine der fünf regionalen Ringautobahnen in China. Sie bildet die Stadtautobahn von Shenyang in der Provinz Liaoning im Nordosten Chinas. Die Autobahn hat eine Länge von 400 km. Die Autobahn wurde am 11. Dezember 2018 fertiggestellt und ist seitdem in Nutzung. Sie ist nach dem Kreis Liaozhong benannt, der rund 50 km südwestlich von Shenyang liegt.